# Michael R. Clifford
Pour les articles homonymes, voir Michael Clifford et Clifford.
Michael Richard Uram Clifford dit Rich Clifford est un astronaute américain né le 13 octobre 1952 à San Bernardino en Californie et mort le 28 décembre 2021 à North Myrtle Beach en Caroline du Sud.

## Vols réalisés
- Discovery STS-53, 2 décembre 1992.
- Endeavour STS-59, 9 avril 1994.
- Atlantis STS-76, 22 mars 1996 : 3e amarrage de la navette à la station spatiale Mir.